# Neomarius
Neomarius is een kevergeslacht uit de familie van de boktorren (Cerambycidae). De wetenschappelijke naam van het geslacht werd voor het eerst geldig gepubliceerd in 1873 door Fairmaire.

## Soorten
Neomarius is monotypisch en omvat slechts de volgende soort:
- Neomarius gandolphii Fairmaire, 1873